# Insurrection maltaise de 1425-1428
L'Insurrection maltaise de 1425-1428 voit la population maltaise se révolter contre le marquis de Malte et obtenir son rattachement au domaine royal de Sicile avec une autonomie locale qui perdurera jusqu'à l'arrivée des Chevaliers de l'Ordre de Saint-Jean de Jérusalem en 1530.

## Contexte politique
Depuis la disgrâce de Guglielmo Raimondo III Moncada en 1397, Malte a rejoint le domaine royal de Sicile. Jusqu'en 1421, c'est l'assemblée maltaise (l'Università) qui gère la politique locale.

## Un archipel vendu puis revendu

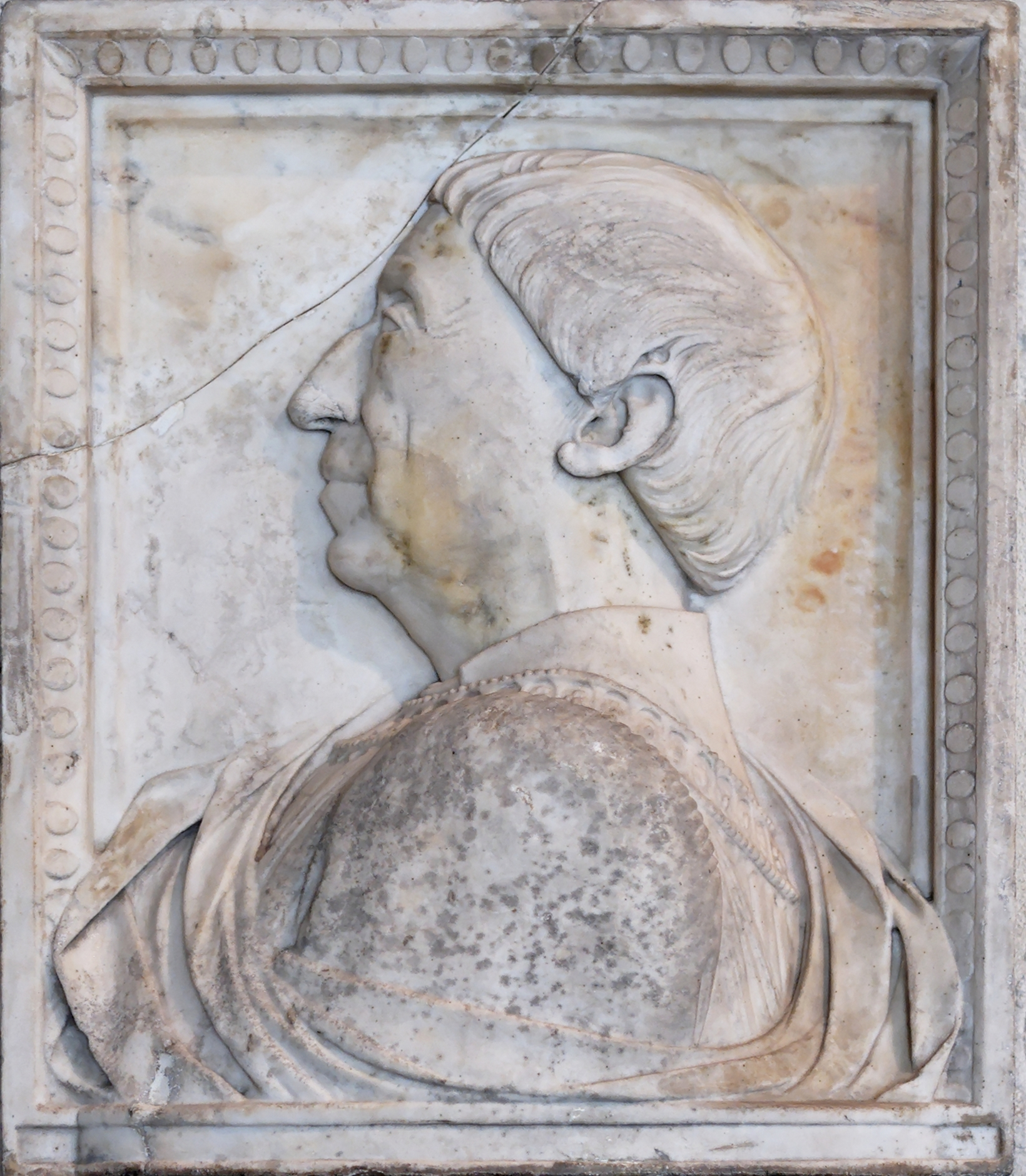
Portrait d'Alphonse attribué à Mino da Fiesole, musée du Louvre

Mais le roi de Sicile Alphonse V d'Aragon, en manque d'argent et de soutien, vend le 20 janvier 1421 l'archipel maltais pour 30.000 florins aragonais au  vice-roi de Sicile, Antonio de Cardona. Cardona obtient ainsi la possession de l'archipel maltais avec ses villes et châteaux, les pleins pouvoirs de juridiction civile et criminelle sur la population et le contrôle sur les taxes en temps de guerre et de paix.
Les Maltais ne sont pas très satisfait de perdre à nouveau leur autonomie. L'assemblée maltaise envoie une délégation auprès du vice-roi. Elle accepte la vente au nom de la fidélité au roi, mais demandant à Cardona de s'engager à ce qu'il respecte les libertés, privilèges et coutumes locales. Cardona promet et les Maltais lui jurent fidélité le 11 février 1421.
Ce que les maltais ne savent pas, c'est que cet achat des îles maltaises par Cardona n'est que la première partie d'un accord secret qui lie le vice-roi de Sicile à Gonsalvo Monroy. Dès le 7 mars 1421, l'archipel est revendu par Cardona à celui-ci pour la même somme de 30.000 florins. 
Gonsalvo Monroy est un valeureux capitaine de galère castillan. Pour le récompenser de ses services, le roi Alphonse V lui promet en 1420 la prochaine baronnie vacante et lui offre le château de Motta Sant'Anastasia en Sicile. Monroy a la réputation d'être dur et cupide et c'est sans doute la raison de la double vente, afin que les Maltais ne s'opposent pas trop farouchement à leur nouveau seigneur.

## La révolte
Les premières années du pouvoir de Monroy sont mal connues. En 1423 une razzia musulmane dévaste les îles et emmène de nombreux Maltais comme esclaves, dont l'évêque de Malte. Le roi réplique en envoyant une escadre de galère attaquer Djerba et les Kerkennah mais la famine s'installe dans l'archipel. C'est sans doute ce qui pousse les habitants de Gozo tout d'abord à se révolter contre leur seigneur en 1425. La révolte s'étend ensuite à l'île principale au cours de l'année suivante.
Monroy ne parvient pas à calmer la rébellion. Il se retrouve assiégé avec son épouse dans son château de Birgu, le Castrum Maris. Quand Alphonse V en est informé, il s'étonne de ne pas avoir reçu de doléances de la part de la population. Il envoie les deux vice-rois de Sicile, Niccolò Speciale et Guglielmo di Montagnans, avec pour mission de trouver un gouverneur dans l'île afin de ramener le calme. Mais Guglielmo di Montagnans rapporte à la cour qu'il s'est fait insulter par des Maltais. Une force militaire et navale est alors rassemblée afin de mater la révolte par la force, libérer Monroy et punir les insurgés.

## Apaisement diplomatique

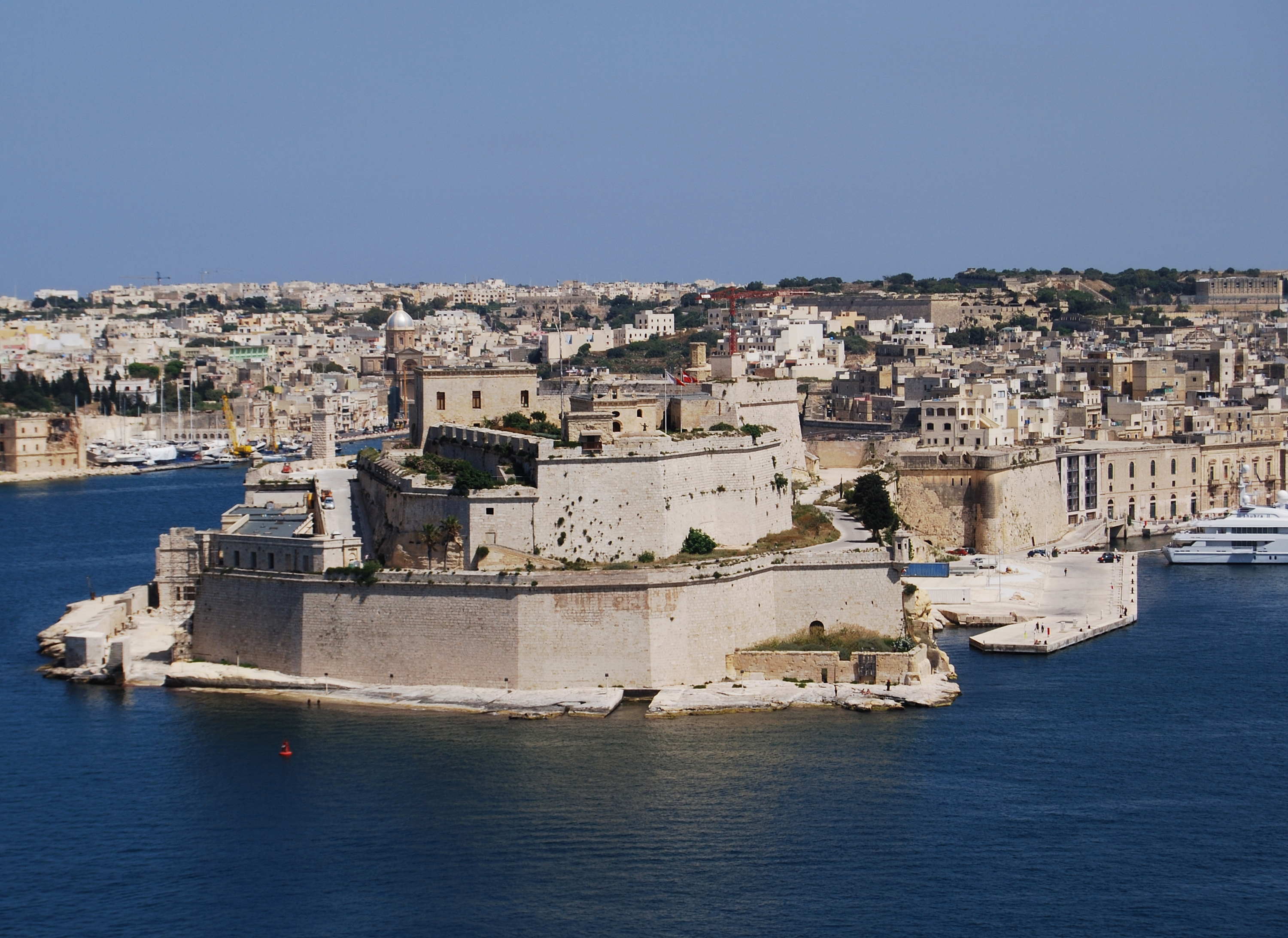
Fort Sant'Angelo (Castrum maris) à Birgu

Devant cette menace, deux prêtres maltais (Don Cataldo Cusburella et Don Gregorio di Bonello) sont envoyés par l'Università en ambassade pour assurer les vice-rois de Palerme de la soumission des sujets maltais. Mais les vice-rois jugent l'offense faite à leur personne trop grave pour se contenter de si peu. D'autres émissaires sont envoyés auprès de la cour royale. Ils plaident surtout le désespoir de la population et sa loyauté absolue à la couronne, mais le roi insiste que les îles appartiennent à Monroy. Cherchant une issue pacifique à la crise, les Maltais proposent alors de racheter eux-mêmes l'archipel à Monroy. La situation se débloque alors ; le siège du Castrum Maris est levé et l'Università maltaise implore le pardon royal pour toutes les exactions, y compris les insultes au vice-roi.
Les tensions s'apaisent et l'expédition militaire est suspendue. Pourtant en juillet 1427, les vice-rois insistent auprès de l'Università pour que Constance, la femme de Gonsalvo Monroy puisse acheter sa nourriture à Mdina.
Trouver 30.000 florins sur l'île en quelques mois est une tâche impossible. Et quand Niccolò Speciale vient récolter l'argent à la fin de l'année 1427, les Maltais sont loin du compte. Mais ils obtiennent un délai de paiement et surtout désormais l'appui des vice-rois contre Monroy. Un nouvel accord est finalement signé le 30 décembre 1427, les Maltais étant représentés par Antoni Desguanes et Antonio Bagnolo : 15.000 florins sont payés immédiatement à Constance Monroy, le Castrum Maris est remis à Antoni Desguanes où quatre otages maltais y seront enfermés en attendant le paiement du solde restant de 15.000 florins payable en octobre 1428.
De lourdes taxes sont imposées à la population pour réunir la somme, en particulier à la communauté juive de Malte. Tous sont mis à contribution, y compris le clergé et les employés du Castrum Maris qui s'y refusaient.

## Intégration de Malte dans le domaine royal
Alphonse V cherche à apaiser les tensions et à récompenser la fidélité des Maltais. Par une charte royale signée à Valence le 20 juin 1428 il réintègre les îles dans le domaine royal, en leur garantissant que l'archipel ne serait plus jamais revendu, et les autorisant même à s'opposer par la force à une nouvelle inféodation. 
Malgré ces perspectives d'avenir, la somme reste due à Monroy et les Maltais peinent toujours à rassembler suffisamment de fonds. En octobre 1428, ils ne sont toujours qu'à 20.000 florins sur les 30.000 attendus. La situation va se débloquer de façon inattendue par un revirement de Gonsalvo Monroy. Ce dernier, mourant, pardonne leurs offenses aux Maltais, les exonère des 10.000 florins restant et pousse même la compassion jusqu'à rendre les 20.000 florins qu'il a déjà reçus, moitié pour le roi Alphonse V, moitié pour le reverser à la population maltaise. Monroy meurt le 12 avril 1429. Il faut noter que les finances royales restent largement bénéficiaires de l'opération totale puisque la couronne empoche 40.000 florins au total pour une possession qui lui revient in fine !
La joie à Malte est de courte durée puisque dès le mois de septembre 1429, une escadre musulmane de 70 vaisseaux et 18000 hommes vient ravager l'île en emportant 3000 Maltais en captivité.

## Conséquences
Tout en restant dans le giron de la couronne d'Aragon, l'archipel a conquis de haute lutte son autonomie. Malte la gardera pendant plus d'un siècle. Mais Charles Quint feindra d'oublier les garanties d'Alphonse V en offrant Malte en 1530 aux Hospitaliers de Saint-Jean de Jérusalem chassés de Rhodes par les Ottomans.

## Évocation artistique
- Il-Fidwa tal-Bdiewa, (La Libération des paysans), pièce de théâtre de Ninu Cremona inspirée de la révolte du peuple maltais contre Monroy[2].